# Gypona pudica
Gypona pudica är en insektsart som beskrevs av Spångberg 1881. Gypona pudica ingår i släktet Gypona och familjen dvärgstritar. Inga underarter finns listade i Catalogue of Life.